# Konfliktrohstoff
| Coltan    | Kassiterit |
| Wolframit | Gold       |

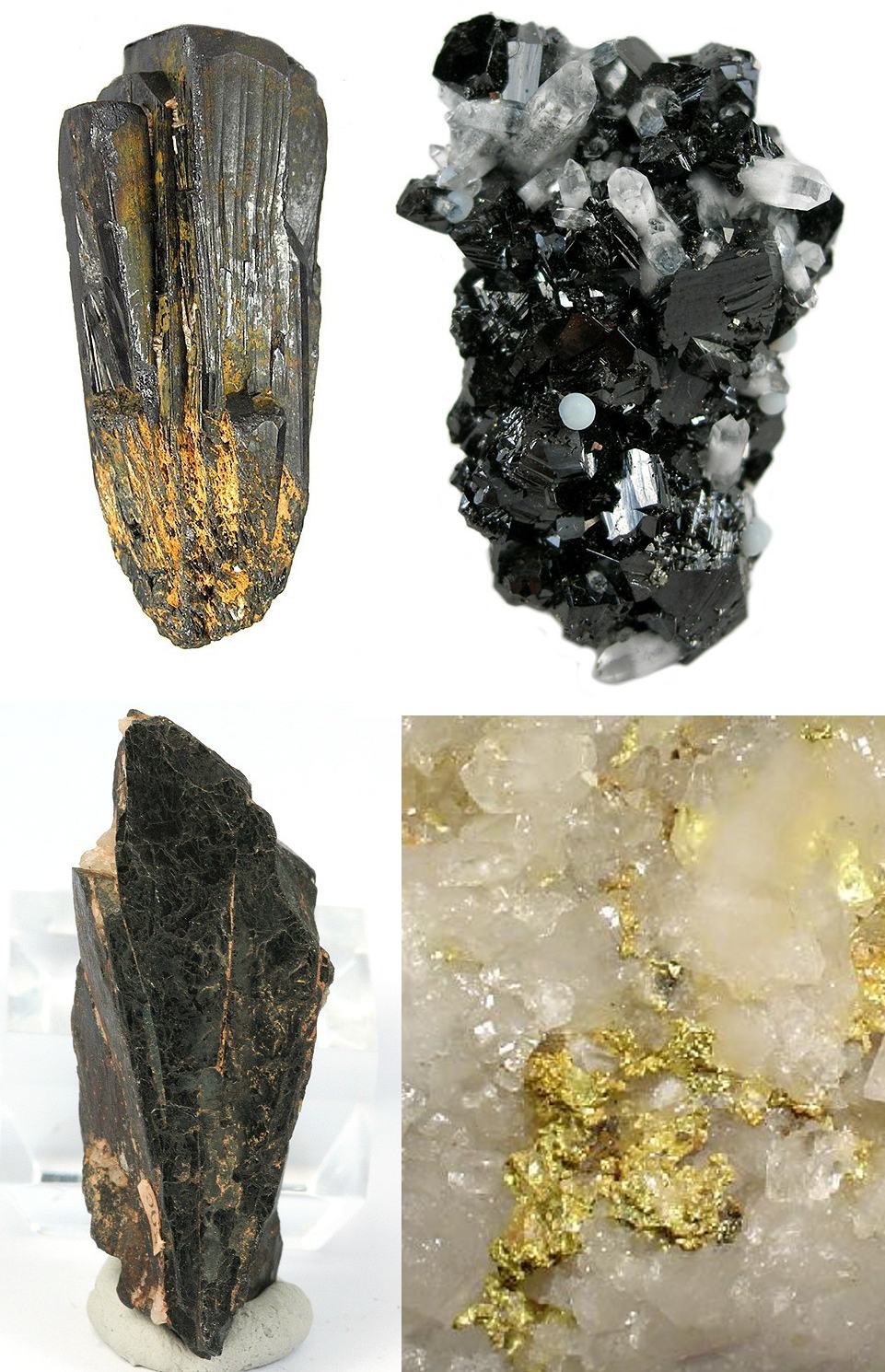

Als Konfliktrohstoffe, Konfliktressourcen oder im Spezialfall Konfliktminerale (englisch conflict mineral für Mineralien, allgemein conflict commodity für jegliche Handelsware) bezeichnen Menschenrechtsgruppen Bodenschätze und andere natürliche Ressourcen, die in Konflikt- oder Hochrisikogebieten angebaut oder gefördert werden. Herstellung oder Abbau dieser Stoffe findet in vielen Fällen illegal und außerhalb staatlicher Kontrolle statt, etwa durch Rebellen oder Milizen. Für die Gewinnung der umkämpften Stoffe werden systematische Menschenrechts- und Völkerrechtsverletzungen in Kauf genommen.

## Definition
Das 1994 eingerichtete Bonn International Centre for Conflict Studies definiert Konfliktrohstoffe wie folgt:
Konfliktressourcen sind natürliche Ressourcen, deren systematische Ausbeutung und Handel im Kontext eines Konfliktes zu schwersten Menschenrechtsverletzungen, Verletzungen des humanitären Völkerrechts oder Verwirklichung völkerstrafrechtlicher Tatbestände führen kann.
Eine fast gleichlautende Definition wird von der Organisation Global Witness geliefert.

## Problematik
In frühen Phasen einer Aufstandsbewegung müssen Aufständische sich Waffen und Finanzmittel beschaffen. Durch den Export von leicht abbaubaren und transportierbaren Rohstoffen verschaffen sich bewaffnete Gruppen in einem rohstoffreichen Land ohne ausreichende staatliche Kontrolle (Gescheiterter Staat/Schwacher Staat) eine finanzielle Basis. Mit den erzielten Gewinnen werden Kämpfer und Waffen finanziert, wodurch sich der Konflikt verlängert und sich gegebenenfalls weiter ausbreitet. Wenn es den bewaffneten Gruppen, die sich die Rohstoffquelle aneignen, primär um politische Ziele geht, ist die Konfliktressource nicht Auslöser des Konflikts, sondern Treibstoff. Die Lieferketten der Rohstoffe laufen nach ihrem Export transnational über viele Mittelsmänner, weshalb Konzerne und Verbraucher in Industrieländern, welche von dem Import der Handelsgüter maßgeblich profitieren, nur indirekt mit den Verbrechen in Verbindung gebracht werden können. Eine Hauptschwierigkeit ist es, an die nötigen Informationen über Konfliktrohstoffe in Lieferketten, Komponenten und Produkten zu gelangen, um den Handel mit diesen effektiv zu verhindern.

### Betroffene Rohstoffe
Bei der weltweiten Förderung von Kassiterit (Zinnerz) werden 50 % im Kleinbergbau abgebaut, bei Coltan (Tantalerz) sind dies 26 %, bei Gold über 10 % und bei Wolframit (Wolframerz) über 6 %. Diese Erze sind essentiell für die Fertigung von Elektrogeräten, insbesondere Computern und Mobiltelefonen.
Seltene Bodenschätze werden in Entwicklungsländern häufig im Kleinbergbau gefördert. In Konfliktregionen sind die Siedlungen nahe der kleinen Gewinnungsstätten einer erhöhten Gefahr ausgesetzt, da diese zudem meist abgelegen liegen. Bei der Besetzung der Rohstoffquelle kommt es zu Zwangsabgaben und Zwangsarbeit, Erpressung, Plünderungen und Vergewaltigungen. Oft besteht ein hohes Risiko für Grubenunglücke. Weitere mitunter auftretende Problematiken sind Raubbau und damit verbundene Umweltschäden, Kinderarbeit und inhumane Arbeitsbedingungen, Schmuggel, Gewalt und Armut. (siehe auch: Ressourcenfluch)
Das Europäische Parlament gibt in den Gründen für den Erlass der Verordnung (EU) 2017/821 an, dass Menschenrechtsverletzungen in rohstoffreichen Konflikt- oder Hochrisikogebieten weit verbreitet sind und Kinderarbeit, sexuelle Gewalt, das Verschwindenlassen von Menschen, Zwangsumsiedlungen und die Zerstörung von rituell oder kulturell bedeutsamen Orten umfassen können.
Weitere wertvolle Konfliktrohstoffe sind unter anderem auch: Diamanten, Erdöl, Edelhölzer, Drogenrohstoffe, sowie unter Umständen auch unverdächtige wie Naturkautschuk, Baumwolle oder Kakao.

### Betroffene Staaten
Konfliktdiamanten aus Sierra Leone und Angola rückten in den 90er Jahren in den Blickpunkt der Weltöffentlichkeit. Edelsteine und Edelhölzer waren die Haupteinnahmequelle der Rebellengruppen.
Die Taliban verboten vor dem Afghanistankrieg 2001 zwar den Anbau von Schlafmohn, profitierten aber dennoch von zuvor hergestellten Drogenvorräten, die sie zur Finanzierung des Regimes exportierten. Seit ihrem Sturz kontrollieren lokale Milizengruppen, darunter auch Taliban, den Opiumhandel (siehe auch: Drogenhandel der Taliban). In Kolumbien finanzierte die FARC-Guerilla ihre Waffen durch Verwicklung in den Goldabbau und den Handel mit Kokain (siehe auch Drogenkartelle der FARC).
Zu den Konfliktregionen, in denen die Kontrolle von Ressourcen ein zentrales Element darstellt, gehören vor allem der Osten des Kongo (Nord-Kivu, Süd-Kivu) und die angrenzenden Länder (Ruanda, Uganda und Burundi). So kämpfen die kongolesische Regierungsarmee FARDC und bewaffnete rebellische Gruppen, wie die Forces Démocratiques de Libération du Rwanda (Demokratische Kräfte zur Befreiung Ruandas) um die Kontrolle der Coltan- und Zinnminen. (siehe auch: Geschichte der Demokratischen Republik Kongo, Folgen des Coltan-Abbaus im Kongo).
Die Terrororganisation IS finanziert sich zu einem erheblichen Teil aus dem Export von Rohöl aus den von ihr kontrollierten Ölquellen.

## Gegenmaßnahmen
Staatliche Sanktionen, Embargos und Abkommen zwischen den betroffenen Konfliktländern einerseits und den Importländern können den offenen Handel und die Weiterverarbeitung mit den illegal geförderten Ressourcen verbieten, auch unter Strafandrohung für Importeure. Dies macht eine Zertifizierung der Rohstoffe nötig, deren Herkunftsort auch chemisch nachvollzogen werden kann. Ein Beispiel für die Verwendung zertifizierter Rohstoffe (in diesem Fall Ostkongo) ist das Unternehmen Fairphone sowie nach eigenen Angaben Intel. Unternehmen, die den Aufwand der Zertifizierung scheuen, ziehen sich auch ganz aus den betroffenen Regionen zurück. Konfliktteilnehmer werden verfolgt und sind auf Schmuggel angewiesen, um ihr Geschäft fortzuführen. Allerdings kann auch ohne Schmuggel die Rohstoffquelle effektiv verschleiert werden.
Aus unternehmerischer Sicht hat sich das Prinzip der Due-Diligence-Prüfung (in etwa: Sorgfaltsprüfung und Sorgfaltsnachweis) etabliert, um das Supply Chain Management (Management der Lieferkette) zu unterstützen. Demnach besteht Supply Chain Due Diligence im Wesentlichen aus fünf verschiedenen Schritten:
1. Etablierung effektiver unternehmensinterner Managementsysteme
2. Identifizierung von Risiken innerhalb der Lieferantennetzwerke und Durchführung von Risikobewertungen
3. Entwicklung und Implementierung von Konfliktmineralienstrategien und -richtlinien zu den identifizierten Risiken
4. Durchführung unabhängiger externer Auditierungen der Due Diligence Aktivitäten von Schmelzereien und Raffinerien
5. Jährliche Berichterstattung zu Supply Chain Due Diligence

Bei den Unternehmen, die Supply Chain Due Diligence-Ansätze verfolgen, lassen sich jedoch in der Praxis unterschiedliche Motivation, Erwartungen, Implementierungsmuster und Barrieren finden.
Das Bonn International Center for Conversion widmet der Problematik einen Ressourcen-Konflikt-Monitor. Zudem nimmt es an der internationalen Kampagne Fatal Transactions teil.
Durch den Kimberley-Prozess wird der offene Handel mit sogenannten Blutdiamanten aus Kriegs- und Bürgerkriegsländern seit 1998 eingedämmt.
Im Dezember 2024 erstattete die Demokratische Republik Kongo in Frankreich und Belgien wegen des Vorwurfs der Verwendung von Konfliktmineralien Strafanzeige gegen den Technologiekonzern Apple und Tochtergesellschaften. Im Fokus steht dabei Kritik an der Nutzung der International Tin Supply Chain Initiative (ITSCI) als Zertifizierungssystem.

### Vereinigte Staaten
Am 21. Juli 2010 unterzeichnete US-Präsident Barack Obama den Dodd–Frank Act, welcher neben der Regulierung der Finanzmärkte auch Unternehmen verpflichtet, auf Rohstoffe aus Konfliktregionen zu verzichten (§ 1502). Dieser Paragraph wurde durch Senator Sam Brownback in den Gesetzesentwurf eingearbeitet, nachdem ein separat vorgeschlagenes Gesetz von ihm bereits im April 2009 in Ausschüssen versandet war. US-Unternehmen, die ein Konfliktmineral verwenden, müssen seitdem einen gesonderten Unternehmensbericht über die Herkunft abliefern, was zuvor nicht verpflichtend war. Als Konfliktmineral im Sinne des Gesetzes gelten Zinnstein, Coltan, Wolframit sowie Gold. Dies zielte ausdrücklich auf den Kongokonflikt und brachte das Thema in den USA erneut in die Öffentlichkeit.

### Europäische Union
Mit der am 19. Mai 2017 im Amtsblatt der EU veröffentlichten Verordnung (EU) 2017/821 wird ein Rechtsrahmen im Gebiet der Europäischen Union geschaffen um die Möglichkeiten für bewaffnete Gruppen und Sicherheitskräfte zum Handel mit Zinn, Tantal, Wolfram, deren Erzen und Gold einzuschränken (Unionssystem). Es soll für Transparenz und Sicherheit hinsichtlich der Lieferpraktiken von Unionseinführern sowie von Hütten und Raffinerien gesorgt werden, die Rohstoffe aus Konflikt- und Hochrisikogebieten beziehen. Die EU-Verordnung gilt ab dem 9. Juli 2017, wobei weite Teile in Bezug auf die Sorgfaltspflichten der Unionseinführer, deren Managementsysteme und Risikomanagementpflichten sowie die Kontrollmechanismen erst ab dem 1. Januar 2021 einzuhalten sind.